# Hans-Caspar von Zobeltitz
Hans-Caspar Anton Konstantin von Zobeltitz (* 7. August 1883 in Berlin; † 10. August 1940 in Meiningen) war ein deutscher Schriftsteller und Herausgeber.

## Leben
Der Sohn des Schriftstellers und Bibliophilen Hanns von Zobeltitz war auch Schriftleiter der Monatshefte im Verlag Velhagen & Klasing. Er war Ritter des Königlichen Hausordens der Hohenzollern mit Schwertern. Zobeltitz war vor allem Militärschriftsteller und verherrlichte in seinen Werken den Ersten Weltkrieg. Seine Ehefrau Erika von Zobeltitz (1892–1967) war Schriftstellerin und schrieb unter dem Pseudonym Renate Uhl. Ihr Roman Die beiden Diersbergs wurde unter dem Titel Herz ohne Heimat verfilmt.
Im Oktober 1933 unterschrieb Zobeltitz, der am 21. März des Jahres der NSDAP beigetreten war (Mitgliedsnummer 1.774.790), zusammen mit weiteren 87 Schriftstellern das Gelöbnis treuester Gefolgschaft für Adolf Hitler.
Sein bekanntestes Werk war Kora Terry, das 1940 mit Marika Rökk verfilmt wurde. Die Premiere des Filmes am 27. November 1940 erlebte er nicht mehr. Der Major verstarb in einem Lazarett in Meiningen.
Mehrere von Zobeltitz verfasste und herausgegebene Werke wurden nach Kriegsende in der Sowjetischen Besatzungszone und in der Deutschen Demokratischen Republik auf die Liste der auszusondernden Literatur gesetzt.

## Werke
- Hindenburg. Ein Leben der Pflicht. Des Feldmarschalls und Reichspräsidenten Werden und Pflicht. Biographie, Berlin, 1926
- Georg Goetz – der Infanterist. Roman, Stuttgart/Gotha, 1927
- Werner Holten – der Seemann. Roman, Stuttgart/Gotha, 1927
- Mein Onkel Fedor. [Leipzig], 1927
- Die Quadriga im Weltkriege. Roman, Stuttgart/Gotha, 1927
- Fritz Berlow – der Reiter und Flieger. Roman, Stuttgart/Gotha, 1928
- Der Vitapalast. Roman, Berlin, 1929
- Bea, Beate und Be. Roman, Leipzig, 1935
- Kleine Frau auf großem Schiff. Roman, Leipzig, 1937
- Kora Terry – Der Roman einer Künstlerin. Stuttgart, 1939
- Wider die Ehre. Erzählung, Berlin, 1940